# 木村彌一
木村 彌一（きむら やいち、1940年5月20日 - ）は、日本の経営者。

## 経歴
東京都出身。1963年に早稲田大学第一法学部を卒業し、同年に大協石油(のちのコスモ石油)に入社。主に経営企画部門に従事し、1993年6月に取締役に就任し、常務、専務、副社長を経て、2004年6月には社長に就任。社長在任時には、アラブ首長国連邦のアブダビ首長国系ファンドの出資の受け入れと韓国の石油大手との合弁事業を取りまとめた。2012年6月から2015年6月までに会長を務めた。